# 718 Dywizja Piechoty (III Rzesza)
718 Dywizja Piechoty (niem. 718. Infanterie-Division) – niemiecka dywizja z czasów II wojny światowej, w 1943 przekształcona w 118 Dywizję Strzelców.

## Historia
Sformowana w rejonie Innsbrucku na mocy rozkazu z 30 kwietnia 1941, w 15. fali mobilizacyjnej w XVIII. Okręgu Wojskowym. Pełniła rolę wojsk okupacyjnych w Jugosławii. Od lata 1941 r. na terenie Serbii zwalczała partyzantkę. 1 kwietnia 1943 została  przekształcona w 118 Dywizję Strzelców. Przekształcenie 718 DP w 118 Dywizję Strzelców nie polegało jedynie na zmianie nazwy, lecz także na doposażeniu dywizji i uczynienie jej bardziej manewrową. 

## Dowódcy dywizji
- gen. por. Johann Fortner 3 V 1941 – 14 III 1943;
- gen. por. Josef Kübler 14 III 1943 – 1 IV 1943;

## Struktura organizacyjna
Skład w kwietniu 1941:
- 738. i 750. pułk piechoty, 668. oddział artylerii, 718. kompania pionierów, 718. kompania rowerowa, 718. kompania łączności;